# Risskov

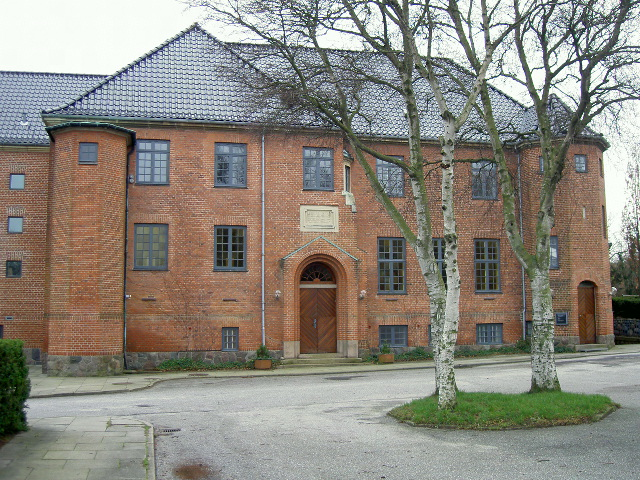
Risskov Kirke.

Risskov är en stadsdel i norra delen av Århus, Danmark. Risskov är en del av området Vejlby-Risskov där det bor cirka 25 000 personer.
Stadsdelen är uppkallad efter skogen, Riis Skov, som den ligger vid. Risskov är känt för att vara ett fint område där många välbärgade bor, liksom i Marselisborgområdet. Den stadigt växande populariteten beror troligen på närheten till Aarhus samt att det finns skogar och vackra utsiktsplatser vid kusten.
Det finns ett psykiatriskt sjukhus, som är den del av Århus universitetssjukhus. Det finns också ett museum med en stor konstsamling som målats av intagna psykpatienter.
Sångerskan Anne Gadegaard kommer från Risskov.